# エルンスト・ネイズヴェスヌイ

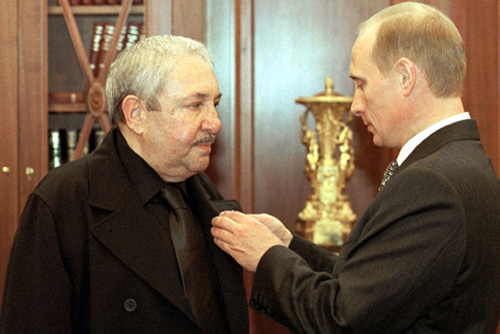
2000年10月

エルンスト・ネイズヴェスヌイ（ロシア語: Эрнст Иосифович Неизвестный、1925年4月9日 - 2016年8月9日）は、ソ連生まれのユダヤ人彫刻家。ソビエト芸術界に批判的であったため、スイスに亡命した。1976年からはニューヨークで活動した。

## 経歴
祖父は商人、父は白軍兵士の家系に生まれる。第二次世界大戦中の17歳のときに赤軍に参加。ネイズヴェスヌイは前線に向かう途中で、自分の彼女を強姦した赤軍兵士を殺害した罪で銃殺刑を宣告された。2ヶ月間銃殺を待ち、その後懲罰大隊への配属に替えられた。終戦直前に戦闘で瀕死の重傷を負い、母親の元に死亡宣告が届いたほどであったが、なんとか戦争を生き延びることに成功する。
戦後の1947年にリガの芸術アカデミーに入学する。その後、モスクワのスリコフ美術学院、続いてモスクワ大学に学ぶ。ネイズヴェスヌイの彫刻は、多くが人体をモデルとし、力強さをあらわすことを得意とした。ブロンズを素材とすることを好んだが、ソ連国内の物質事情など資材の制約もあり、コンクリートを材料とした作品を多く生み出した。1955年モスクワ芸術連盟（MOSH）彫刻部門のメンバーになる。
1962年、マネージ広場での展覧会で、その作風をフルシチョフ第一書記にこっぴどく罵られる。その結果、ネイズヴェスヌイはその後しばらく不遇な時代を送ることになるが、1971年にフルシチョフが亡くなると、フルシチョフの息子セルゲイ・フルシチョフは、ノヴォデヴィチ修道院のフルシチョフの墓に立てる記念碑の制作をネイズヴェスヌイに依頼する。失脚して不遇の晩年を送ったフルシチョフと、フルシチョフが罵倒した彫刻家の組み合わせは、当局から政治的動機を勘ぐられ、記念碑の制作には様々な障害が生じて頓挫した。最終的に、フルシチョフ未亡人がコスイギン首相に電話で直訴して政府の許可を得たことで、建立が認められた。しかし、この時ネイズヴェスヌイはソ連芸術界での立場を決定的に悪くしており、記念碑が立てられた後の1976年にスイスに亡命した。
その後、アメリカに移り住み、ニューヨークを中心に世界中で活動してきた。1996年6月12日には、ロシアのマガダン州マガダンに強制収容所で亡くなった人たちをいたむ慰霊碑「悲しみのマスク」を公開し、これは高さが15メートル、容積が56立方メートルの巨大な彫刻である。
ソ連崩壊後のロシア政府とは、2000年にプーチン大統領から直接表彰を受けるなど、良好な関係を維持した。